# Vieille Maine

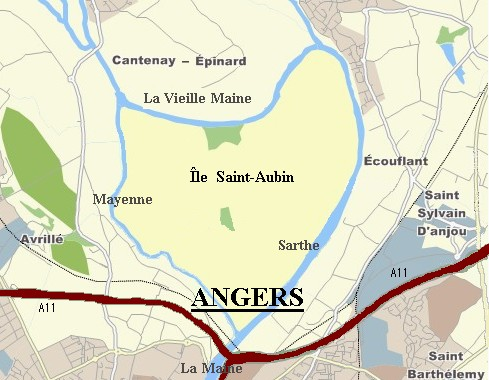
Localisation de la Vieille Maine

La Vieille Maine est un cours d'eau situé au nord d'Angers dans le département de Maine-et-Loire.
La Vieille Maine est un bras navigable qui relie la Mayenne et la Sarthe à quelques kilomètres en amont de leur confluence commune dans la Maine.
La Vieille Maine fait partie du bassin fluvial de la Maine ainsi que de la zone de protection spéciale des  Basses vallées angevines inscrites au Réseau Natura 2000.
Cette voie d'eau naturelle est longue d'environ trois kilomètres et ceinture avec les rivières Mayenne et Sarthe, l'île Saint-Aubin, un territoire insulaire d'une superficie de 600 hectares.
La Vieille Maine longe les rives sud de la commune de Cantenay-Épinard et la rive nord de l'île Saint-Aubin. Elle est également la limite communale des communes de Cantenay-Épinard au nord et d'Angers au sud. Elle bifurque de la Mayenne à la hauteur de la commune d'Avrillé, et rejoint la Sarthe face à la commune d'Écouflant.
La Vieille Maine est un lieu touristique pour les plaisanciers, ainsi que pour les promeneurs, randonneurs et pêcheurs. Brochets et brochetons peuplent ses eaux.